# تعداد أديس
تعداد أديس أو عد آديس (بالإنجليزية: Addis count)‏ هو اختبار البول الذي يَقيس الأسطوانات البولية مع مرور الوقت. سُميَّ نسبةً إلى توماس أديس.